# Episodi di Being Erica (prima stagione)
La prima stagione della serie televisiva Being Erica è andata in onda sulla rete canadese CBC dal 5 gennaio al 1º aprile 2009.
In Italia, la stagione è stata trasmessa in prima visione assoluta su Mya dal 15 gennaio al 19 febbraio 2011. In chiaro la stagione è stata trasmessa su Rai 4 dal 18 aprile 2011.
| nº | Titolo originale         | Titolo italiano           | Prima TV Canada  | Prima TV Italia  |
| -- | ------------------------ | ------------------------- | ---------------- | ---------------- |
| 1  | Dr. Tom                  | Il dottor Tom             | 5 gennaio 2009   | 15 gennaio 2011  |
| 2  | What I Am Is What I Am   | Sono quella che sono      | 12 gennaio 2009  | 15 gennaio 2011  |
| 3  | Plenty of Fish           | Il mare è pieno di pesci  | 19 gennaio 2009  | 22 gennaio 2011  |
| 4  | The Secret of Now        | Il primo giorno di lavoro | 26 gennaio 2009  | 22 gennaio 2011  |
| 5  | Adultescence             | La madrina                | 2 febbraio 2009  | 29 gennaio 2011  |
| 6  | Til Death                | Finché morte              | 11 febbraio 2009 | 29 gennaio 2011  |
| 7  | Such a Perfect Day       | Un giorno perfetto        | 18 febbraio 2009 | 5 febbraio 2011  |
| 8  | This Be the Verse        | Il verso giusto           | 25 febbraio 2009 | 5 febbraio 2011  |
| 9  | Everthing She Wants      | Tutto ciò che vuole       | 4 marzo 2009     | 12 febbraio 2011 |
| 10 | Mi Casa, Su Casa Loma    | Dolcetto o Scherzetto     | 11 marzo 2009    | 12 febbraio 2011 |
| 11 | She's Lost Control       | Ha perso il controllo     | 18 marzo 2009    | 19 febbraio 2011 |
| 12 | Erica the Vampire Slayer | Erica l'acchiappafantasmi | 25 marzo 2009    | 19 febbraio 2011 |
| 13 | Leo                      | Leo                       | 1º aprile 2009   | 19 febbraio 2011 |

## Il dottor Tom
- Titolo originale: Dr. Tom
- Diretto da: Holly Dale
- Scritto da: Jana Sinyor

### Trama
(Albert Einstein)
Erica Strange è una trentaduenne ebrea di Toronto, Canada, laureata, secondo le sue stesse parole “carina e intelligente”, eppure non è felice. Lo stesso giorno in cui viene licenziata dal call center in cui lavora, il giovane dentista Trevor conosciuto in chat disdetta il loro terzo appuntamento quando lei è già uscita di casa per incontrarlo. Delusa, disillusa, bagnata da un acquazzone improvviso, Erica entra in lacrime in un bar e chiede un caffè, che per sua sfortuna contiene nocciola alla quale è allergica.
Ricoverata in pronto soccorso, riceve la visita di uno psichiatra che si qualifica come dottor Tom e indovina a colpo sicuro che il suo malessere è precedente all'allergia alimentare, e si sostanzia nella delusione e nella solitudine. Afferma di avere una soluzione per la sua infelicità e le lascia un biglietto da visita.
Erica va in convalescenza a casa dei genitori, ma fugge dalla finestra quando la madre organizza un brunch con amici e parenti che si rivela estremamente imbarazzante perché deve ammettere di non avere più né un lavoro né un ragazzo. Frugando nelle tasche del cappotto che indossa sopra il pigiama, Erica trova il biglietto del dottor Tom e scopre di trovarsi in Sugar Street dove c'è lo studio psicoterapeutico, esattamente dall'altra parte della strada. Il dottor Tom la fa confessare che ciò che la angustia è il rimpianto per scelte sbagliate compiute in passato, poi la invita a metterle per iscritto e in una lista piuttosto lunga individua subito il ballo di fine anno delle superiori: Erica si ubriacò, svenne rovinando la festa e fu lasciata dal ragazzo Noah. L'episodio ha condizionato tutta la sua vita successiva, e ancora oggi si domanda come sarebbe stato fare l'amore quella sera con Noah.
Improvvisamente Erica sente un gran freddo e si ritrova nel corpo di se stessa adolescente, alla vigilia del ballo di fine anno. Incredula, scioccata, rivede i genitori più giovani, e il fratello Leo che per lei è perduto. Dopo lo stupore, viene la determinazione di non sbagliare ancora una volta. tenta di convincere Noah a far l'amore in automobile, fuori dalla sala da ballo, ma il ragazzo è inibito dalla sua aggressività. Alla festa, Erica rifiuta di bere con le amiche, ma Katie le vomita sul vestito, rovinandolo. Erica è costretta a toglierselo e consegnarlo a Jenny, pregandola di cambiarlo con la tuta da ginnastica che si trova nel suo armadietto.
Però Katie sta davvero male, e Erica è costretta a uscire a chiedere aiuto in sala da ballo quasi completamente nuda. L'ambulanza arriva, e non la consola il fatto che il professor Leeds la ritenga coraggiosa perché Noah non vuole più saperne di lei. È riuscita comunque a rovinare la sua seconda possibilità al ballo, malgrado non abbia bevuto.
Erica si ritrova nel presente, i suoi genitori vengono a trovarla e dietro di loro arriva Trevor, ma lei esce stravolta per recarsi dal dottor Tom. Il suo studio non esiste più, al suo posto in Sugar Street c'è un caffè, ma lo psicoterapeuta la aspetta in strada per convincerla che è solo all'inizio di un percorso. Deve smettere di dipendere dall'opinione altrui. Per la prima volta, Erica ha un pensiero ottimista verso il futuro.
- Guest star: James A. Woods (Trevor Markowitz)
- Tra le molte citazioni del dottor Tom in questo episodio, ci sono aforismi del generale Patton, di Albert Einstein, Baruch Spinoza, Leonard Cohen e Rabindranath Tagore e parafrasi di Platone e Winston Churchill.

## Sono quella che sono
- Titolo originale: What I Am is What I Am
- Diretto da: Chris Grismer
- Scritto da: Aarón Martín

### Trama
Erica compila insieme all'amica Judith, incinta, un curriculum vitae che si reca a consegnare di persona a una casa editrice, dove stanno cercando un assistente per il direttore del reparto Fiction. Scopre che il responsabile è Antigone Kim, ex compagna del corso di letteratura all'Università: ha fatto carriera grazie alla sua iscrizione nella setta studentesca dei Letterati (Literati) alla quale Erica rifiutò l'iscrizione; inoltre per il posto di lavoro è già stato assunto un altro membro della società segreta.
Nel tornare a casa Erica vede per strada il dottor Tom, si distrae e provoca un incidente automobilistico. Il fratello di sua madre, zio Ruby, che possiede una azienda di servizi matrimoniali chiamata White Dreams, le offre un lavoro che lei non riesce a rifiutare. Arriva a trovarla Ethan Wakefield, suo migliore amico dei tempi dell'Università, tornato a Toronto da Montréal perché ha lasciato la moglie Claire che lo tradiva. Erica gli offre di sistemarsi provvisoriamente a casa sua.
Erica prende servizio alla White Dream, ma varcando la porta dei bagni delle signore si ritrova misteriosamente nello studio del dottor Tom. Vorrebbe spiegazioni dallo psicoterapeuta, lui però la sollecita a concentrarsi sul rimpianto n. 7 della sua lista, “La società segreta”. Durante la discussione, Erica si ritrova indietro nel tempo al 1995, il suo secondo anno di università, nel bel mezzo di una protesta studentesca contro l'aumento delle tasse organizzato da Claire LeDuc, che già allora era la ragazza di Ethan. Sapendo che in futuro lo tradirà e lascerà, Erica è prevenuta contro di lei. Al termine di una lezione di letteratura sull'Ulisse (Joyce) di James Joyce, Erica riceve un invito a recarsi all'iniziazione segreta dei Letterati.
Di notte, in un cimitero, viene incitata a scontrarsi dialetticamente con Antigone Kim; a differenza che nel passato, Erica si sforza di superare la prova, poi deve seppellire un compagno in una cassa di legno e si rifiuta; solo lei e Antigone superano questo secondo passaggio perché i Letterati, capitanati da Barrett Ironside, apprezzano l'indipendenza di pensiero. Viene quindi invitata a collaborare alla rivista universitaria, l'incarico è smascherare Claire LeDuc, la cui attività di agitatrice ha provocato l'arresto di dieci studenti. Erica conosce un segreto e decide di rivelarlo per vendetta: Claire è figlia di una ricchissima famiglia di Montréal anche se sostiene di essere una proletaria. Sul giornale appare un articolo crudele, Ethan accusa Erica che capisce di non poter pagare un prezzo così alto per entrare nella società segreta. Si unisce a Ethan e Claire incatenati per protesta alla porta di un edificio.
Tornata al presente, si ritrova nello studio del dottor Tom e confessa che anche se fosse riuscita a entrare a tempo debito nei Letterati, la sua vita non sarebbe cambiata. Si persuade che il lavoro alla White Dreams non è ciò che vuole e convince zio Ruby a lasciarla andare. Ethan prende in affitto l'appartamento accanto a quello di Erica, e lei riceve la proposta di un colloquio di lavoro al River Rock Club.
- Altri interpreti: Dan Redican (zio Ruby), Mako Nguyen (Antigone), John Bregar (Barrett)
- Durante l'episodio scopriamo che l'indirizzo di casa di Erica a Toronto è 1031 Palmerston Avenue, e che la targa della sua auto è "A3R 3E5".

## Il mare è pieno di pesci
- Titolo originale: What I Am is What I Am
- Diretto da: Chris Grismer
- Scritto da: Jana Sinyor

### Trama
Erica esce al primo appuntamento con Mike, dopo cena accetta di seguirlo a casa sua e hanno già cominciato i preliminari quando Erica si raffredda e improvvisamente se ne va. Il giorno dopo lavora all'allestimento del raduno per gli ex allievi del college classe 1994; arriva da Vancouver anche l'ex compagna Katie che la prende in giro perché non ha né lavoro né fidanzato. Allora Erica inventa una bugia, e convince Ethan a fingere di essere il suo ragazzo accompagnandola al raduno. Qui Erica stenta a riconoscere Alex Berlin, un compagno di scuola timido e introverso che adesso sembra invece più spigliato e molto attraente.
Fotografo ufficiale del raduno è Zach Creed, il ragazzo con cui Erica ha perduto la verginità proprio nel 1994, durante la festa di fine scuola in riva al lago. Si tratta di uno dei rimpianti della sua lista, «Perdere la verginità con Zach Creed», e naturalmente varcando la soglia dei bagni Erica si ritrova nello studio del dottor Tom.
Il suo rimpianto è causato dal fatto che Zach riprese di nascosto con una videocamera il loro rapporto sessuale in riva all'acqua. Se lei tornasse indietro non farebbe più l'amore con lui. Naturalmente si ritrova catapultata proprio al campeggio. Zach ha già predisposto tutto, ma quando i due si appartano lei tira fuori la telecamera dal nascondiglio e glielo rinfaccia, lasciandolo.
Per vendicarsi, Zach dice a tutti che è stato lui a lasciarla perché Erica avrebbe la “sifilide anale”. Erica lo affronta e viene difesa da Alex Berlin. I due ragazzi si azzuffano, Zach ha la peggio. Erica si apparta con Alex, il quale le confessa di interessarsi a lei da parecchio tempo. Erica lo bacia, poi d'impulso si spoglia e fanno l'amore all'aperto, proprio com'era accaduto la prima volta con Zach. Nel mezzo di un fragoroso orgasmo, Erica ritorna al presente. Decisa a approfondire la conoscenza di Alex, prega Ethan di lasciare la festa; ma Katie si intromette e dice al ragazzo che Erica è fidanzata.
Alex, che ha appena terminato una lunga relazione con una donna che lo tradiva, non può iniziare un'altra storia. Mentre Erica torna a casa in taxi, riceve la telefonata del responsabile di una casa editrice che la assume come assistente di livello base.
Erica racconta a Ethan la serata, e a sorpresa i due si baciano.
- Altri interpreti: Jon Cor (Zach Creed), Jamie Spilchuk (Alex Berlin), Jeff White (Mike).

## Il primo giorno di lavoro
- Titolo originale: The Secret of Now
- Diretto da: Peter Wellington
- Scritto da: James Hurst

### Trama
È il primo giorno di lavoro di Erica; prima di uscire di casa incrocia Ethan che la invita a cena, entrambi sono imbarazzati per il bacio della sera precedente. Arrivata alla casa editrice, Erica scopre che il direttore editoriale che l'ha assunta è stato sostituito da Julianne, una giovane aggressiva che ha cinque anni meno di lei.
Erica si accinge al suo lavoro di assistente, tra le sue incombenze c'è per esempio la preparazione del caffè, ma continua a pensare a ciò che è successo con Ethan. Julianne, che la disprezza per le sue due lauree e la mancanza di esperienza lavorativa, per scherno legge ai suoi collaboratori brani della raccolta di racconti che Erica ha sottoposto alla casa editrice prima di essere assunta. Erica si ritrova nello studio del dottor Tom, che la sollecita a tirare fuori le radici del suo dissidio con il suo nuovo capo; le fa un confronto tra la prevaricatrice Julianne e il professore di scrittura creativa Lozar: costui una volta la schernì mentre leggeva in aula una poesia intitolata “Fiocchi di neve” e lei fuggì, rinunciando al corso. Naturalmente Erica si trova catapultata nel 1995, proprio durante la lezione in questione.
Si accinge a leggere la poesia, ma Lozar strappa il foglio in frammenti. Lei è costretta a improvvisare e, provocata dal professore, recita come fossero versi le parole di una canzone che ha in testa. Lozar è così entusiasta che dà un nome alla poesia, “La voce della fiamma”; e la invita a recitarla di nuovo in pubblico durante un poetry slam. Erica è decisa però a leggere “Fiocchi di neve” e tenta a tutti i costi di ricordarla, impresa impossibile a distanza di anni, finché scopre che Ethan l'ha mandata a memoria.
Durante il poetry slam, il professore si infuria per il cambio di programma, “Fiocchi di neve” contro “La voce della fiamma”, ma Erica è soddisfatta di avergli tenuto testa. Tornata al presente, scopre che Julienne ha utilizzato per fare bella figura con Frank Galvin, l'editore, un'idea che le ha esposto lei. La affronta ma viene licenziata in tronco. Julienne è però costretto a fare marcia indietro quando il suo superiore vuole più dettagli a proposito dell'idea che gli ha prospettato. Erica è riassunta.
Raggiante per l'idea della cena con Ethan, dal momento che ha deciso di provare ad avere una storia con lui, Erica lo trova in crisi: ha ricevuto la citazione di divorzio da sua moglie Claire.
- Altri interpreti: Damir Andrei (professor Lozar), David Fox (Frank Galvin).
- Il testo della poesia “La voce della fiamma” è in realtà il ritornello recitato di “...Baby One More Time” (1999, dunque successivo all'ambientazione nel 1995) di Britney Spears.

## La madrina
- Titolo originale: Adultescence
- Diretto da: Daegan Fryklind
- Scritto da: Kelly Makin

### Trama
Erica si reca in un negozio insieme alle altre amiche di Judith per comprare un regalo al bambino che deve nascere; qui Marie, una delle nuove conoscenze della futura madre, lascia intendere che Judith ha deciso di chiedere a Erica di fare da madrina. Commossa, Erica decide di prendere il regalo migliore malgrado non abbia soldi e acquista un seggiolone da 400 dollari.
Erica organizza a casa propria la festa per la futura madre; Ethan invitato non parteciperà, non solo perché si sente fuori luogo fra tutte le ragazze, ma soprattutto perché ha deciso di recarsi a Montréal per parlare con l'ex moglie Claire. Alla festa, Erica scopre che Judith ha scelto come madrine Alison e Marie, che sono già mamme. Cerca di nascondere la sua delusione, ma è così evidente che Jenny finge uno svenimento per farsi accompagnare a casa da Erica; poi però la trascina con sé in un locale dove si può fare karaoke. Casualmente, è lo stesso bar in cui è in corso la festa d'addio al celibato di Josh, che sta per sposare la sorella di Erica, Samantha. Josh riprende con il cellulare Erica e Jenny che cantano Girls Just Want to Have Fun e invia il videoclip a Samantha. In questo modo anche Judith lo vede e si infuria, crede che Erica abbia lasciato la festa offesa per non essere madrina di suo figlio.
All'addio al celibato intanto Erica rimane colpita da Ryan, ex compagno d'università di Josh e futuro testimone di nozze, e accetta il suo invito a uscire. Il dottor Tom è però in agguato oltre una porta. Cosa preoccupa oggi Erica? L'insuccesso del suo bar mitzvah, la cerimonia ebraica per festeggiare l'ingresso di un adolescente nella maturità, durante il quale si era messa in ridicolo davanti a Cody Maxwell, il ragazzino che le piaceva. Si ritrova istantaneamente nel passato, e dopo la lettura in sinagoga di un passo della Torah, arriva a casa dei genitori per la festa. Stavolta non si fa cogliere impreparata dal sarcasmo di Cody e lo smonta davanti agli amici che lo mettono in ridicolo. Quando la band ingaggiata per fare musica finisce il suo repertorio e se ne va, Erica sale sul palco e si mette a cantare in duetto con Jenny “Girls Just Want to Have Fun”, accompagnate alla chitarra dal fratello Leo.
Erica torna al presente, Ethan è arrivato da Montréal ma non fa in tempo a chiedergli come sia andata che arriva Ryan, in anticipo sul loro appuntamento. Erica lo porta in casa.
- Altri interpreti: Dan Redican (zio Ruby), Dillon Casey (Ryan), Samantha Weinstein (Erica a 13 anni), Raquel Cadilha (Jenny ragazzina), Tyler Stentiford (Cody Maxwell).

## Finché morte
- Titolo originale: ’Til Death
- Diretto da: Jeff Woolnough
- Scritto da: Wil Zmak e Jana Sinyor

### Trama

Erin Karpluk in uno screenshot dal sesto episodio, Finché morte.

Erica e Ryan si frequentano da tre settimane. Alla vigilia del matrimonio di sua sorella Samantha, Erica (che sarà damigella d'onore) ha molti dubbi riguardo al futuro marito Josh, ma Ryan la tranquillizza. Il mattino della cerimonia, uscendo di casa, i due incontrano Ethan insieme a Claire, venuta apposta da Montréal per il matrimonio.
Il ricevimento di nozze è organizzato a casa dei signori Strange, i genitori di Erica e Samantha. Gli auspici non sono buoni: Josh, piuttosto su di giri, rovescia del vino sul vestito di Erica; non c'è altro modo di salvarlo che tagliare l'orlo inferiore, anche se in questo modo il vestitino si accorcia moltissimo. Inoltre Josh vede il vestito della sposa prima del tempo. Samantha confessa alla sorella di nutrire molti dubbi su Josh, perché ultimamente litigano spesso. Eric la tranquillizza, ma subito dopo uscendo dalla camera si ritrova nello studio del dottor Tom. Gli confessa di avere mentito alla sorella e chiede di tornare indietro all'agosto 2003, quando lei stessa indusse Josh a fare pace con Samantha dopo che si erano lasciati.
Viene accontentata; si ritrova a casa propria mentre i due, invitati a cena, litigano per il sospetto che Josh abbia una relazione con una certa Laura. Lui se ne va, dicendo che tra loro è finita. Il giorno successivo le due sorelle vanno a casa di Josh a prendere le cose di Samantha, ma vengono bloccati al 22º piano del palazzo a causa di un gigantesco blackout programmato. Un vicino di casa, un bel ragazzo di nome Jeff, li invita nel suo appartamento, c'è in corso una festa in terrazza con molti giovani e musica. Jeff sembra molto interessato a Samantha, balla a lungo con lei. Sopraggiunge però Josh con una cassa di birra.
Si fa notte, Josh è ubriaco. Confessa a Erica di non amare sua sorella perché è da sempre innamorato di lei. Erica è sconvolta, se ne va dalla festa portando via con sé Samantha. Si ritrova nel presente, alla festa di matrimonio. Un breve colloquio con il dottor Tom, che le racconta di come i due malgrado il litigio abbiano fatto pace il giorno successivo al black-out, la convince che deve affrontare Samantha e dirle la verità: non deve sposare Josh. Ma la sorella reagisce molto male e decide di andare avanti.
Durante la cerimonia, mentre abbraccia i parenti, Samantha dice all'orecchio di Erica che non le parlerà mai più. Affranta, Erica si pente di essersi intromessa, ma il dottor Tom le dice che ha avuto molto coraggio nel dire ciò che pensa.
- Altri interpreti: Dillon Casey (Ryan).

## Un giorno perfetto
- Titolo originale: Such a Perfect Day
- Diretto da: Ron Murphy
- Scritto da: Michael MacLennan

### Trama
Alla casa editrice, Frank Galvin vuole notizie sul lancio pubblicitario del libro autobiografico di Marcus Stahl. L'autore è irreperibile, ma Julianne deve far leggere al suo capo almeno i primi tre capitoli entro sera. Erica tempesta Stahl di messaggi. È molto preoccupata per il dissidio con la sorella Samantha; le due non si parlano più dopo quanto è avvenuto il giorno del matrimonio; il padre tenta di fare da paciere, ma Samantha minaccia di non parlare più neppure con lui.
Finalmente Marcus Stahl si presenta nell'ufficio di Julianne, ma c'è una brutta notizia: soffre di una sorta di blocco dello scrittore, non riesce né vuole rivivere la traumatizzante esperienza della propria tossicodipendenza. Si ritira dal contratto editoriale, però Erica gli dice in privato che il modo migliore di affrontare una paura è riviverla. L'uomo promette qualche capitolo prima di sera.
Julianne sembra invece intenzionata a mandare a monte il progetto e ripiegare, come libro di Natale, sulle memorie della “signora dei cani”. Ritrovatasi magicamente nello studio del dottor Tom, Erica gli chiede di rivivere stavolta non uno dei propri rimpianti, bensì quello che considera un giorno perfetto: l'ultima uscita di lei e Samantha insieme al fratello Leo, prima che lui partisse per l'università. Il dottore la accontenta; Erica si ritrova con i fratelli nel bel mezzo di un grave litigio dei genitori. I tre ragazzi escono disgustati di casa e prendono il traghetto per l'isola dei divertimenti. Erica ricordava un giorno perfetto, in realtà si sente male su una giostra e vomita sulle scarpe nuove di Samantha, mentre Leo annoiato si apparta con Tina, una ragazza piuttosto esuberante che lavora nel parco divertimenti.
Nel passato c'è anche il dottor Tom, che racconta a Erica uno dei principi della meccanica quantistica: l'atto di osservare cambia l'oggetto dell'osservazione, esattamente come avviene a lei ogni volta che torna indietro nel tempo per rivivere una determinata situazione. Per fortuna Erica riesce a recuperare la giornata: fa pace con Samantha e poi salva il fratello dalla furia del geloso fidanzato di Tina.
Tornata al presente, Erica si reca a casa di Marcus Stahl per controllare il lavoro; lo trova senza sensi in preda a un'overdose di cocaina, chiama il pronto soccorso e recupera i primi quattro capitoli del testo, già scritti. In ospedale incontra sua sorella Samantha, che vi lavora come medico, e le garantisce che quando avrà bisogno di lei sarà disponibile. Stahl riprende conoscenza e le assicura che vuole venire fuori da questa nuova crisi, tramite la scrittura.
Tornata alla casa editrice mentre Julianne cerca di convincere l'editore a ripiegare su un altro testo, consegna all'uomo i primi capitoli. Julianne si infuria, ma poi dopo averli letti ammette che sono molto buoni.
- Altri interpreti: Dillon Casey (Ryan), David Fox (Frank Galvin), Andrew Jackson (Marcus Stahl), Kristina Pesic (Tina).

## Il verso giusto
- Titolo originale: This Be The Verse
- Diretto da: David Wharnsby
- Scritto da: Daegan Fryklind

### Trama
È la festa di Yom Kippur, Erica si reca in sinagoga con Ryan, ma sua madre non vuole venire; tantomeno Samantha che è ancora in collera con la sorella. Erica la chiama e le chiede perdono, Samantha è costretta a accettare per via della festa dell'espiazione; tuttavia durante la funzione, officiata da Gary, il loro padre, accusa la sorella di non essere stata sincera. Erica litiga anche con la madre e le rinfaccia di avere abbandonato marito e figlie.
Durante l'immancabile seduta con il dottor Tom, Erica rievoca dalla propria lista di rimpianti che nello Yom Kippur del 1997, l'anno dopo la morte di Leo, accusò la madre di essere nazista durante un litigio tra i genitori. Si ritrova indietro nel passato e rivivendo la medesima occasione riesce a riconciliare i due. Il padre lascia la cena perché chiamato con urgenza in quanto vice rabbino; Erica gli porta la cena in sinagoga e lo sorprende a amoreggiare con un'altra donna, Lily. Dunque è questa la ragione per cui i genitori si sono lasciati. Si vergogna di avere sempre tenuto la parte del padre. Il dottor Tom la riporta al 1974, due anni prima della sua nascita, quando i genitori parteciparono al raduno hippy dell'Ontario.
Tornata finalmente al presente, torna a casa a chiedere scusa alla madre, che è sola con Samantha dal momento che Josh non è venuto a causa del lavoro. Durante la cena però si presenta anche Gary. Erica, perdonata dalla madre, deve a sua volta perdonare il padre per l'infedeltà che ha scoperto.
- Il titolo dell'episodio è tratto da una poesia di Philip Larkin, il cui primo verso recita: "They fuck you up, your mum and dad" (ti fottono, tua mamma e tuo papà).

## Tutto ciò che vuole
- Titolo originale: Everything She Wants
- Diretto da: Jeff Woolnough
- Scritto da: Aarón Martín

### Trama
Alla casa editrice Julianne è di cattivo umore perché è appena stata lasciata dal fidanzato. Si organizza la festa per i 50 anni di attività dell'editore Frank Galvin, Erica non potrà portare con sé Ryan che è via per lavoro. Il naturale sostituto a disposizione è Ethan, che fa subito colpo su Julianne.
Ryan giunge di sorpresa alla festa, sentiva la mancanza di Erica; solo così scopre che lei è venuta insieme a Ethan, chiede spiegazioni ma viene rassicurato. Erica però è stranamente indispettita dallo sfacciato interesse di Julianne per il suo amico e vicino di casa. Fuori dalla porta dell'ascensore c'è il dottor Tom che la aspetta; lo psicoterapeuta le chiede notizie di uno dei rimpianti indicati sulla sua lista: non aver dissuaso in tempo Cassidy Holland, una sua amica omosessuale che si era innamorata di lei. Viene rimandata nel passato, al 30 dicembre 1999; dopo aver messo in chiaro con Cassidy di avere chiare preferenze eterosessuali, Erica prende l'iniziativa e la bacia. È molto confusa, e come se non bastasse Ethan le sorprende e racconta tutto alle sue amiche.
In questo modo la sera successiva, durante la festa per l'ultimo dell'anno, tutti mormorano che Erica e Cassidy stiano insieme; ma allo scoccare della mezzanotte Erica si lascia andare a baciare Ethan sulla bocca, e Cassidy che li vede capisce che rischia di farsi del male.
Erica torna al presente, il fatto di aver baciato Ethan quando era nel 1999 però cambia le cose tra lei e Ryan: gli confida che non potrà mai amarlo al 100%. È la fine tra loro, ma quando lei arriva a casa e confessa a Ethan quello che prova, lui le risponde di considerarsi ancora sposato con Claire.
- Altri interpreti: Anna Silk (Cassidy Holland), Dillon Casey (Ryan), David Fox (Frank Galvin).

## Ha perso il controllo
- Titolo originale: She's Lost Control
- Diretto da: Phil Earnshaw
- Scritto da: Aarón Martín

### Trama
Il figlio di Judith, Max, è nato un mese fa. Erica è incaricata di organizzare la partecipazione di Katie al festival degli autori promosso dalla casa editrice per lanciare il libro “Nessuno”. Decide di organizzare un casting per trovare una “ragazza qualsiasi” da far discutere in pubblico con l'autrice; la selezionata, Andrea, si rivela una mezza ninfomane e rischia di far deragliare la presentazione.
Inoltre, mentre è seduta tra il pubblico Erica risponde con astio a Claire e provoca la sua uscita dalla sala, nonché quella di Ethan. Si ritrova nello studio del dottor Tom, il quale la invita a aggiungere alla lista di rimpianti il fatto di avere baciato Ethan, perché il loro rapporto si è rovinato, poi la rispedisce indietro nel tempo proprio mentre le loro labbra stanno per toccarsi. Riesce a evitare di baciarlo.
Il giorno successivo c'è un brunch a casa di Erica, Jenny telefona a Alex Berlin per invitarlo ma si presenta anche Ethan che la bacia. Alex li vede e va via. Erica torna dal dottor Tom e gli chiede di essere mandata indietro nel tempo al primo anno d'università: vuole conquistare Ethan prima che cominci a uscire seriamente con Claire. Viene accontentata; sono solo due settimane che i due ragazzi si conoscono, e così Erica lo spaventa baciandolo mentre provano uno spettacolo teatrale di Romeo e Giulietta. Per tenere lontano Claire le racconta che lui è gay, ma durante un'altra prova Ethan la bacia a lungo per vendicarsi, poi esce con Claire.
Ritornata al presente, si ritrova nel disastro del festival degli autori. Brent accetta di aiutarla, fa scendere Andrea dal palco e fa salire Erica, così Katie rivela che è lei l'ispiratrice del libro. Julianne contenta ratifica la nomina a junior editor.
Tornata a casa, Erica viene baciata con passione da Ethan.
- Altri interpreti: Jamie Spilchuk (Alex Berlin), Robin Brûlé (Andrea), Deborah Grover (insegnante di teatro).

## Erica l'acchiappafantasmi
- Titolo originale: Erica The Vampire Slayer
- Diretto da: Holly Dale
- Scritto da: Jana Sinyor e Aarón Martín

### Trama
Primo giorno di Erica da junior editor, deve dire all'autrice Linda Kaplan che il suo libro di ricette non interessa alla casa editrice River Rock. Non ne ha il coraggio e Julianne invia Brent a risolvere la questione, poi iscrive tutti gli editor a un corso di formazione per manager agguerriti tenuto da Thomas Friedken. Erica però si fa cacciare perché non dimostra intenzione di imparare.
Il dottor Tom le chiede di parlargli di Steve Ellerman, con il quale erica uscì qualche tempo nel 2001 quando entrambi lavoravano in un internet cafè. Lei trovava ridicolo che lui partecipasse attivamente a giochi di ruolo; si ritrova catapultata nel passato e deve dire a Steve che lo lascia. Poi però si presenta alla discoteca dov'è in corso la festa dei vampiri: Steve è Caino, in competizione con Leandra, che guida la tribù avversaria. Il gioco di ruolo si sposta nel vicino cimitero, Erica compromette la vittoria di Steve perché si sente ridicola. Lui si offende e la rimprovera.
Erica ritorna nel presente, ma si trova nel momento in cui deve liquidare Linda Kaplan; e riesce a farlo a modo proprio, senza seguire gli insegnamenti di Friedken. Julianne approva e ottiene la firma di ratifica dell'editore sulla promozione.
- Altri interpreti: Jessica Huras (Leandra), Judy Marshak (Linda Kaplan), Jeff Seymour (Thomas Friedken)

## Leo
- Titolo originale: Leo
- Diretto da: Chris Grismer
- Scritto da: Jana Sinyor

### Trama
Erica, promossa junior editor, viene sostituita nelle incombenze da Meeri. La sua relazione con Ethan procede bene, i due si amano; il 13 dicembre Ethan la invita a una gita, ma si è dimenticato che è l'anniversario della morte di Leo. Per questa ragione la accompagna dalla famiglia, che come ogni anno si ritrova nella casa di campagna dove avvenne il tragico incidente: dopo un litigio con i genitori, il ragazzo si era ritirato a fumare nel fienile provocando un incendio che lo sorprese addormentato.
Erica propone di ricostruire il fienile, in ricordo di Leo; i genitori e la sorella accettano, poi però rinvengono sotto le macerie un portasigarette e la madre scoppia in lacrime. Erica si ritrova nello studio del dottor Tom, è venuta l'ora di affrontare il principale di tutti i suoi rimpianti: non aver potuto dire addio per sempre al fratello. Lo psicoterapeuta può farla tornare indietro, ma deve promettergli che non farà nulla per tentare di cambiare il corso degli eventi, perché a nessuno è permesso di resuscitare i morti.
Erica si ritrova nel passato, proprio durante il litigio di Leo con i genitori: il fratello ha lasciato l'università e non vuole tornarci, vuole vivere la propria vita. Al momento cruciale Erica non resiste, lo segue nel fienile e gli butta via l'erba. Si ritrova improvvisamente nel presente, il dottor Tom è infuriato e la rimprovera aspramente; subito dopo Erica è nel proprio ufficio alla River Rock, ma cambiando il passato lei ha cambiato anche il presente: non è junior editor bensì direttore del settore narrativa e responsabile di bestseller che scatenano l'invidia e la deferenza di Julianne.
Erica va a casa dei genitori, dove scopre con immenso stupore che Leo è vivo e sta per sposarsi, mentre Samantha e Josh hanno divorziato. Tutto sembra andare per il meglio, ma Leo muore in un incidente improvviso. Di nuovo alla presenza del dottor Tom, molto amareggiato, Erica viene a sapere che l'universo mette a posto ogni cosa. Il medico non può più continuare la terapia dopo quello che è successo. Erica chiede di tornare di nuovo al momento dell'incidente di Leo; questa volta non cerca di cambiare il passato, ma convince il fratello a scrivere una lettera ai genitori, che poi inserisce nel portasigarette e seppellisce in giardino. Si risveglia nel presente, recupera l'oggetto e lo consegna alla madre. Le poche righe scritte da Leo suonano come un addio.
Erica torna nello studio del dottor Tom, ma l'aspetta una brutta sorpresa: il medico è scomparso e viene accolto da una donna di chiamarsi Naadiah e si presenta come la sua nuova terapeuta.
- Altri interpreti: Joanne Vannicola (dottoressa Naadiah), Noam Jenkins (Leo adulto).